# Rádio Svobodný Albemut
Rádio Svobodný Albemut (1985, Radio Free Albemuth) je sci-fi román amerického spisovatele Philipa K. Dicka vydaný po jeho smrti. Román vznikl již roku 1976 pod názvem VALISystem A a jde o jakousi první verzi pozdější knihy VALIS.

## Obsah románu
Kniha je rozdělena do tří částí vyprávěných v první osobě. První a třetí je vyprávěna z pohledu Phila Dicka, spisovatele science fiction, který sleduje život svého kamaráda Nicholase Bradyho, který zase vypráví část druhou. Jednotlivé části jsou často velmi osobní, prostoupené paranoiou a plné úvah o totalitě, víře a filozofii.
Příběh se odehrává v USA, ke vládne tyranie a protikomunistická diktatura vyšinutého prezidenta, jehož jméno je Ferris F. Fremont (tedy FFF, tedy 666, tedy číslo ďáblovo). Fremontovy vládní agenti PANáci (Přátelé Amerického Národa) a tajná policie vedou brutální boj proti levicovým silám, především pak proti komunistické organizaci Aramchek. Ta ale ve skutečnosti neexistuje. Fremont si ji vymyslel a slouží mu jako záminka pro likvidaci politických odpůrců, pro špiclování, zrušení občanské svobody a lidských práv i pro koncentrační tábory.
Nicholas Brady se díky matce dostane na vojenskou školu, ale brzy ji opustí kvůli nelíčenému odporu k válce a nastoupí na místo prodavače obchůdku s gramodeskami a později se shodu náhod stane produkčním u významné nahrávací společnosti. Současně však začíná chytat rádiové signály z jakési umělé družice, o kterých neochvějně tvrdí, že jde o hlas samotného VALISu (Vast Active Living Intelligence System, tj. Rozsáhlý aktivní živoucí inteligentní systém), což je jméno prastarého mimozemského satelitu, který z oběžné dráhy komunikuje s vybranými pozemšťany. Signály ale nemusí pocházet od příslušníků neznámé mimozemské civilizace z hvězdného systému Albemuth, nýbrž také od samotného Boha. Sginály vyzývají ke svržení totalitního režimu a Fremontova vláda tuší nebezpečí skutečného odporu. Proto připravuje plán, jak mimozemskou družici a všechny, k nimž promlouvá, zlikvidovat.
O oba přátele se začínají zajímat PANáci a snaží se Nicholase přimět ke spolupráci, neboť produkční nahrávacího studia se může dostávat do styku s mnoha protirežimními interprety. Nakonec jsou Dick, Brady a jeho přítelkyně zatčeni za distribuci nahrávek s podprahovými informacemi vyzývajícími ke vzpouře proti tyranii. Brady s přítelkyní jsou popraveni a Dick je deportován do koncentračního tábora. Zjistí, že VALIS zařídil, aby podprahové informace byly vysílány prostřednictvím nahrávky jiné společností, což v něm vyvolá naději, že spása může ležet v srdcích a myslích příští generace, která tuto nahrávku nadšeně poslouchá.

## Filmové adaptace
- Radio Free Albemuth (2010, Rádio Svobodný Albemut), americký film, režie John Alan Simon.

## Česká vydání
- Rádio Svobodný Albemut, Argo, Praha 2009, přeložil Aleš Heinz.